# Dreiseithof Vorwerkstraße 3 (Radebeul)
Der Dreiseithof Vorwerkstraße 3 ist eine denkmalgeschützte Resthofstelle in der Vorwerkstraße 3 der sächsischen Stadt Radebeul, im Stadtteil Kötzschenbroda an der Kreuzung mit dem Gradsteg und nicht weit entfernt vom Dorfanger Altkötzschenbroda.

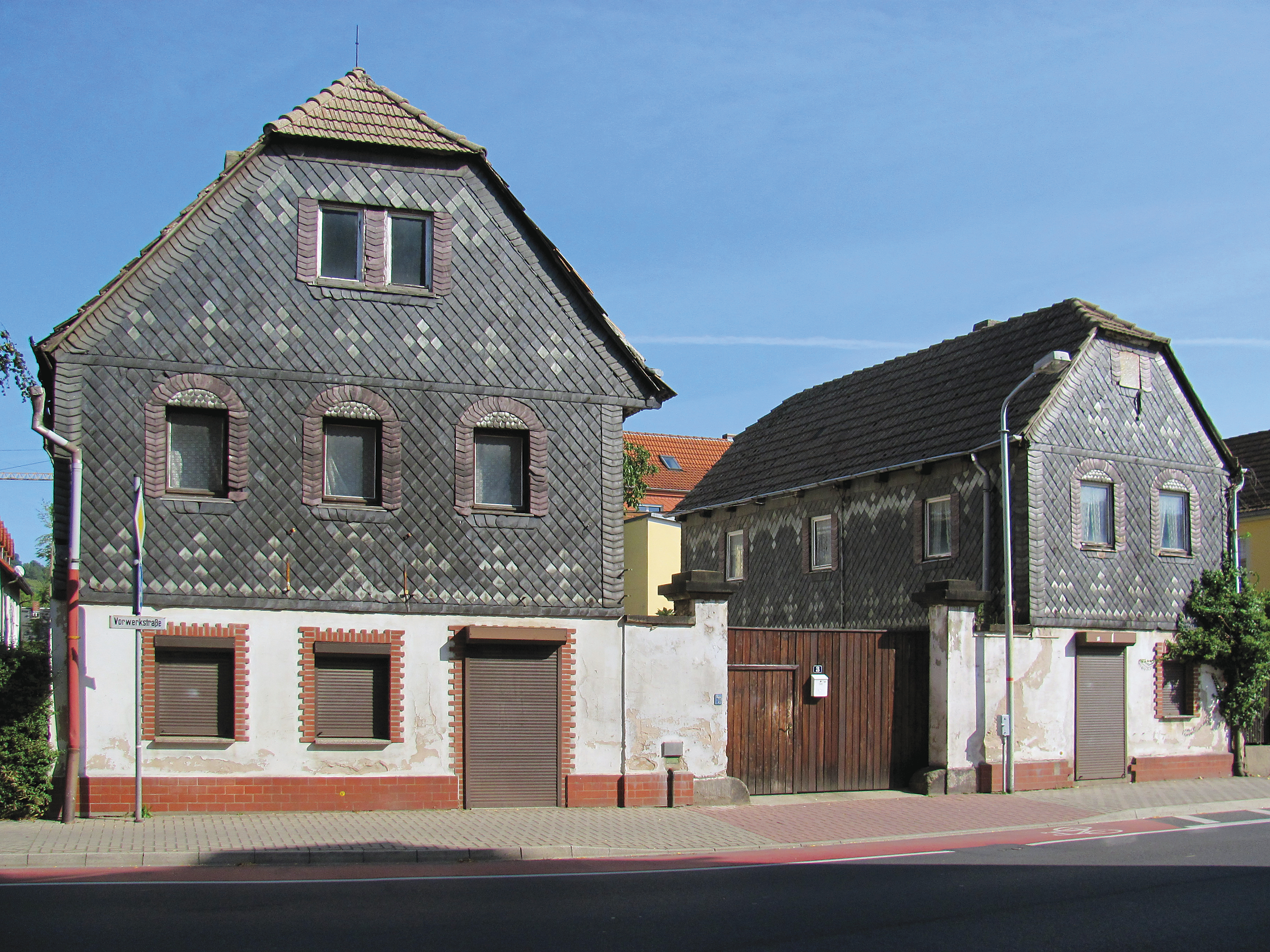
Dreiseithof Vorwerkstraße 3

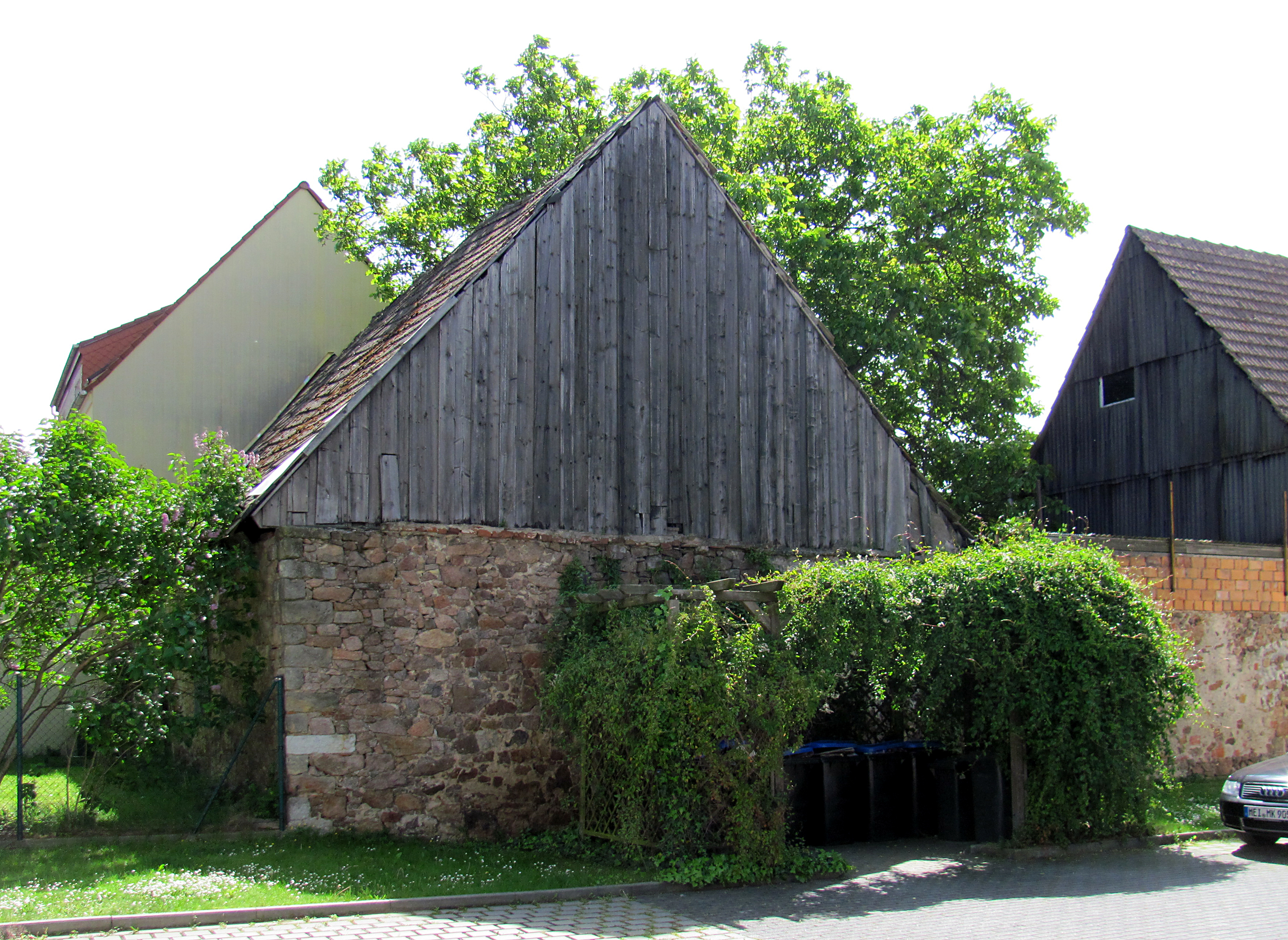
Scheune vom Gradsteg aus, rechts die Rückseite des Wohnstallhauses mit verbrettertem Satteldachgiebel

Der „geschlossen erhaltene[…] Bauernhof“ ist „baugeschichtlich von Bedeutung“.

## Beschreibung

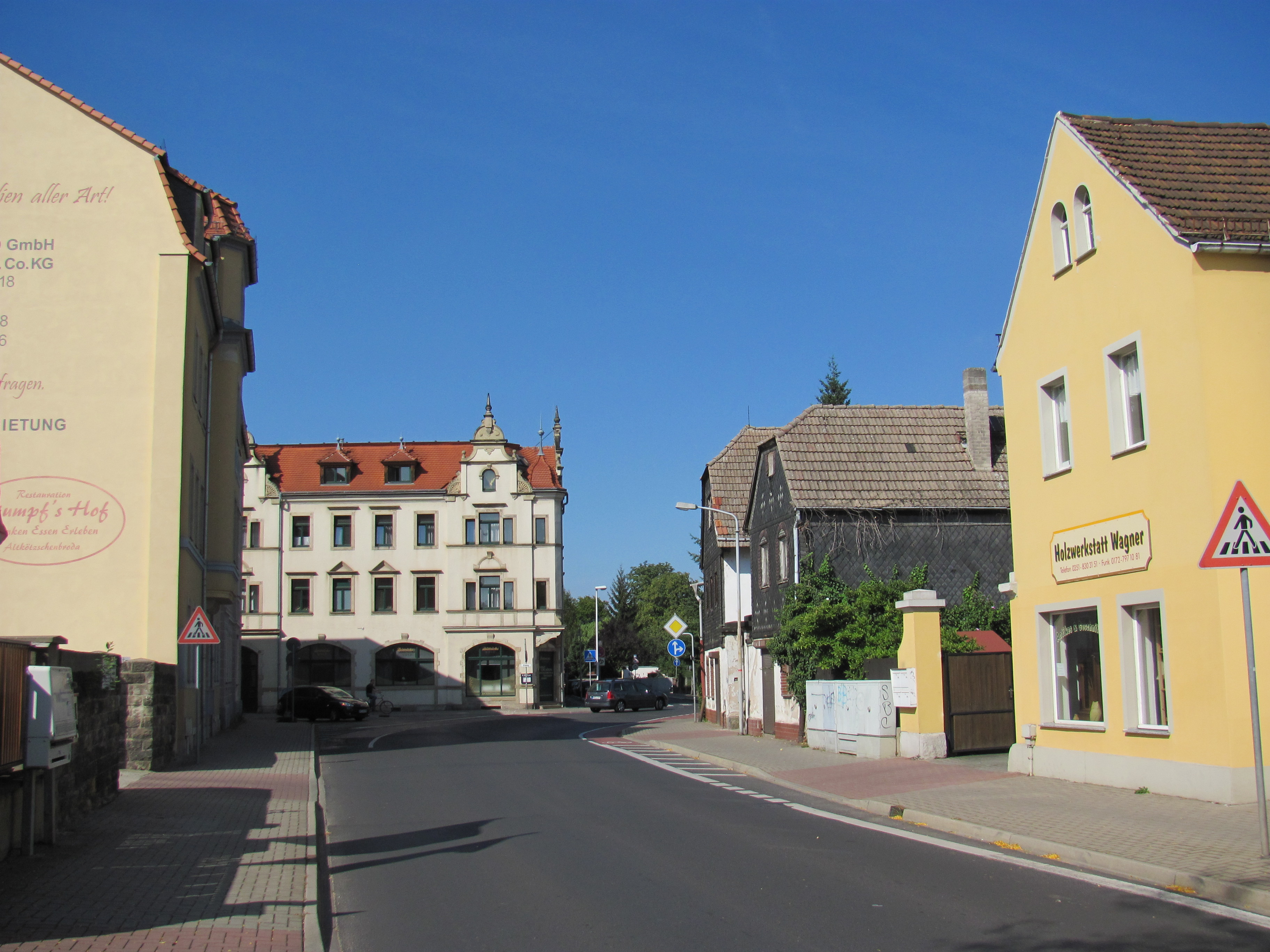
Blick die Vorwerkstraße entlang nach Westen auf das Grafe-Haus; rechts davon der verschieferte Hof Vorwerkstraße 3

Das denkmalgeschützte Ensemble besteht aus dem drei Achsen breiten und langgestreckten Wohnstallhaus auf der linken Seite sowie aus dem zweiachsigen Auszugshaus auf der rechten Seite. Dazu kommt hinten quer die grundstücksbreite eingeschossige Scheune mit Satteldach sowie vorn die Toranlage mit einem zweiflügeligen Holztor nebst Personenpforte zwischen mächtigen Sandsteinpfeilern mit gestuften Deckplatten. Am Fuß der Pfeiler finden sich in der Einfahrt Prallsteine. 
Die Giebel der beiden zweigeschossigen Wohnhäuser stehen mit der Fassade direkt auf der Flucht des Fußgängerwegs der Vorwerkstraße. Die massiven Erdgeschosse sind verputzt, die Fachwerk-Obergeschosse samt der Giebelflächen, über denen Krüppelwalmdächer zu sehen sind, zeigen eine „auffällige“ ornamentale Wandverschieferung mit Naturschiefern in den Farben blau, grau und rot, die „für Mittelsachsen unüblich ist“.
Jeweils in der zum Hof gelegenen Fensterachse weisen die Giebelseiten eine Eingangstür auf, die in einen der nachträglich eingebauten Läden führte (links ehemals Fleischerei, rechts Viktualienhandlung). Tür- und Fensteröffnungen der beiden ehemaligen Ladenfronten weisen eine wohl aus jüngerer Zeit stammende Riemchen-Umrandung auf, deren „Abnahme […] das Ziel einer künftigen denkmalpflegerischen Sanierung sein“ dürfte. Diese Wandöffnungen sind durch Rollkasten-Jalousien verschlossen.
Die äußere Obergeschosswand des Wohnstallhauses zum Gradsteg hin ist massiv und verputzt, die hofseitige Obergeschosswand besteht aus verputztem Fachwerk. Das hofseitige Obergeschoss des Auszugshauses dagegen zeigt eine noch dekorativere Verschieferung als die Giebelseite.
„[A]bgewitterte[…] Betondachsteine“ bedecken die Dächer, die ehedem wohl „mit Biberschwanzziegeln gedeckt gewesen sein“ dürften.
Die hinten im Grundstück stehende Scheune besteht aus offenliegendem Bruchstein-Mauerwerk zwischen Eckquaderungen aus Sandstein-Blöcken. Die vom Gradsteg aus sichtbaren Wände bilden gleichzeitig einen Teil der Bruchstein-Umfassungsmauer. Das Giebelfeld unter dem Satteldach ist senkrecht verbrettert.

## Geschichte
Nach einem Großbrand in Kötzschenbroda musste der Hof wiederaufgebaut werden. Daher rührt die Datierung des Wohnstallhauses im Schlussstein seines Eingangsportals 1805 nebst den Initialen J.G.M. Später folgten einige Umbauten der Gebäude.
Am 10. November 1879 erfolgte in der Zeitung die amtliche Bekanntmachung, „dass der Fleischermeister Otto Ernst Wadewitz in Kötzschenbroda eine Kleinviehschlächterei einzurichten beabsichtige.“